# Freeport (Minnesota)
Freeport – miasto w Stanach Zjednoczonych, w stanie Minnesota, w hrabstwie Stearns.